# Colluricincla
Colluricincla (Lijsterdikkoppen) is een geslacht van zangvogels uit de familie van de dikkoppen en fluiters (Pachycephalidae). Het geslacht telt 11 soorten. Deze nieuwe indeling kwam tot stand op grond van moleculair genetisch onderzoek dat in 2011 en 2018 werd gepubliceerd.

## Soorten
- Colluricincla affinis  – Waigeolijsterdikkop
- Colluricincla boweri  – Grijsruglijsterdikkop
- Colluricincla discolor  – Tagulalijsterdikkop
- Colluricincla fortis  – Oost-Nieuw-Guinese lijsterdikkop
- Colluricincla harmonica  – Grijze lijsterdikkop
- Colluricincla megarhyncha  – Arafuralijsterdikkop
- Colluricincla obscura  – Mamberamolijsterdikkop
- Colluricincla rufogaster  – Rosse lijsterdikkop
- Colluricincla tappenbecki  – Sepik-ramulijsterdikkop
- Colluricincla tenebrosa  – Roetbruine lijsterdikkop
- Colluricincla woodwardi  – Rotslijsterdikkop